# Argeo II de Macedonia
Argeo II de Macedonia fue un rey de Macedonia que, con la ayuda de los Ilirios y Olinto, expulsó a Amintas III de Macedonia de sus dominios (388/387 a. C.), y mantuvo posesión del trono por dos años. Amintas entonces, con la ayuda de Tesalia, logró expulsar a Argeo y recuperar al menos parte de sus dominios (387/386 a. C). 

## Primer reinado
La cronología del reinado presenta algunas dudas entre los investigadores. Diodoro Sículo menciona la invasión de los ilirios, que tradicionalmente se ha situado en el 393 a. C., que provocó la caída de Amintas y sus sustitución por Argeo II, después con ayuda tesalia recupera su reino. Sin embargo investigadores como K. J Beloch en 1923 o Robert Malcolm Errington (1990) y N.G.L Hammond (1979) rebajaban la fecha de la usurpación de Argeo II a 384-382 y 390 respectivamente. En otras investigaciones dirigidas por J.R Ellis (1969) o A.M. Dundae (1995) proponen la primera parte del reinado de Amintas III hasta el 388/387 a. C.
Estos autores sostienen que pudieron existir dos invasiones iliricas, una en el 393 a. C. que provocó que parte del país se perdiera pero con ayuda de Olinto, a cambio de territorio macedonio, recuperó su trono. Años después la situación cambió las relaciones entre Amintas III y la Liga Calcidia, liderada por Olinto, desembocaron en una guerra abierta. Olinto, apoyada por los ilirios que en esta época están muy activos (invasión de Epiro 385 a. C.), ocupó gran parte del territorio macedonio, incluida la capital, situando en el trono a Argeo II. Sólo con ayuda espartana pudo Amintas recuperar el trono en el 387/386 a. C.

## Pretendiente
Seguramente es el mismo Argeo que, en el 359 a. C. aparece como pretendiente al trono y que según Hammond (1979) sería uno de los hijos supervivientes de Arquelao I de Macedonia (413-400/399 a. C.), y por tanto hermano de Orestes, rey sucesor de Arquelao, y de Pausanias, otro pretendiente contra Filipo II. Argeo había convencido a los atenienses que le apoyaran, pero Filipo II, que acababa de recibir la regencia del reino, con intrigas y promesas, logró que estuvieran inactivos. Argeo usó un ejército de mercenarios, y ayudado por exiliados macedonios y algunas tropas atenienses que habían sido autorizadas por su general, Manlias, a unírsele, hizo un intento para ocupar Vergina, pero fue rechazado. A su retirada a Metone, Pieria, fue interceptado por Filipo y derrotado. Lo que le pasó después es desconocido